# Manuel Robles Delgado
Manuel Robles Delgado (Madrid; 16 de enero de 1953) es un político y tipógrafo español, alcalde de Fuenlabrada desde 2002 hasta 2018.

## Trayectoria
Nacido en Madrid el 16 de enero de 1953 y tipógrafo de profesión entró a militar en la Unión General de Trabajadores (UGT) en el año 1975 y en el Partido Socialista Obrero Español (PSOE) en el año 1977.
En 1975 formó parte del grupo fundador de la UGT en el sector de Prensa y Artes Gráficas y en 1976 del grupo fundador de la Sección Sindical UGT en Hausser y Menet, S.A. Fue también miembro de la Ejecutiva del Sindicato de Prensa, Artes Gráficas y Radio Televisión UGT-Madrid en el período 1977-1982.
Concejal del Ayuntamiento de Fuenlabrada desde el 1 de agosto de 1984, desempeñó diferentes funciones en el consistorio: concejal delegado de Educación (1984-1989), primer teniente de alcalde y concejal delegado de Presidencia (1989-1991), primer teniente de alcalde y concejal delegado de Participación Ciudadana (1991-1995), primer teniente de alcalde y concejal delegado de Personal Régimen Interior y Formación y Empleo (1995-1999), primer teniente de alcalde y concejal delegado del Área de Presidencia y Urbanismo (1999-2002). 
Al renunciar el también socialista José Quintana a la alcaldía en 2002 tras casi dos décadas en el cargo, Robles fue investido alcalde por el pleno del consistorio el 25 de octubre de 2002. Tras encabezar la lista del PSOE las elecciones municipales de 2003, en las que su candidatura consiguió 17 de las 27 actas de concejal, fue investido de nuevo alcalde, con el apoyo adicional del Grupo Municipal de Izquierda Unida. Revalidó su cargo, siendo vuelto a investir alcalde tras las elecciones municipales de 2003, 2007, 2011 y 2015.
En enero de 2018 anunció su renuncia a la alcaldía, alegando razones personales. Se mantuvo sin embargo en sus responsabilidades orgánicas dentro del PSOE, como Secretario General de la Agrupación Socialista de Fuenlabrada y como Presidente del Partido Socialista Obrero Español de la Comunidad de Madrid (PSOE-M), para el cual había sido nombrado en la ejecutiva de Sara Hernández, y refrendado en el XIII Congreso Regional del PSOE-M en 2017.
Está casado y tiene dos hijos: Ignacio y Esther.